# Aranyosgadány, Baranya
Aranyosgadány este un sat în districtul Pécs, județul Baranya, Ungaria, având o populație de 359 de locuitori (2011). 

## Demografie
Componența etnică a satului Aranyosgadány
     Maghiari (71,74%)
     Germani (10,33%)
     Romi (9,78%)
     Croați (8,15%)
Componența confesională a satului Aranyosgadány
     Romano-catolici (54,87%)
     Fără religie (9,19%)
     Reformați (3,9%)
     Necunoscută (31,2%)
     Atei (0,84%)
     Alte religii (1,67%)
Conform recensământului din 2011, satul Aranyosgadány avea 359 de locuitori. Din punct de vedere etnic, majoritatea locuitorilor (71,74%) erau maghiari, existând și minorități de germani (10,33%), romi (9,78%) și croați (8,15%).  Din punct de vedere confesional, majoritatea locuitorilor (54,87%) erau romano-catolici, existând și minorități de persoane fără religie (9,19%) și reformați (3,9%). Pentru 31,2% din locuitori nu este cunoscută apartenența confesională.